# Melchior Buchner

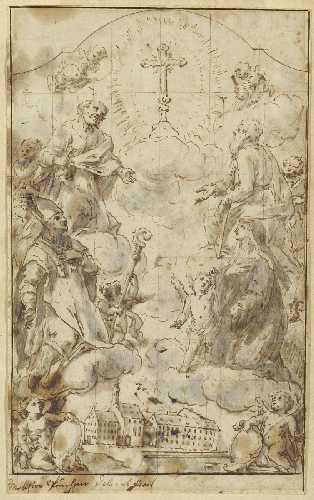
Entwurf eines Altargemäldes, o. J.

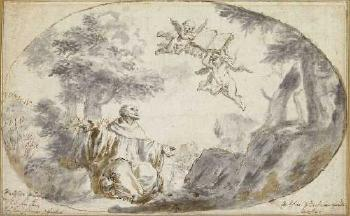
Vision eines Ordensheiligen, 1756

Melchior Buchner, auch Puchner, Büchner (* 6. Januar 1695 in Schongau; † 12. September 1758 in Ingolstadt) war ein deutscher Maler und Stuckateur.

## Leben
Ihm werden in der Klosterkirche St. Martin in Fischbachau die 73 Wand- und Deckenfresken aus dem Jahr 1738 mit verschiedenen Motiven – u. a. vom Leben Jesu sowie der Heiligen Martin (Martinslegende) und Benedikt – zugeschrieben. Das große Fresko über der Orgelempore ist jedenfalls von ihm signiert. In Fischbachau hat er ebenso mit dem Stuckateur Thomas Glasl zusammengearbeitet wie im Kloster Tegernsee bei der Gestaltung der Aula (heute im Gymnasium Tegernsee).
Von Buchner ist auch das 1741 gemalte Bild Manna-Regen aus dem Dom zu Eichstätt (heute im Diözesanmuseum Eichstätt). Außerdem sind von ihm noch die Stadtansichten Ingolstadt von Norden und Ingolstadt von Süden bekannt.
Zu seinen Schülern in Ingolstadt gehörte der Maler Franz Ignaz Oefele.